# St. Antonius (Stuttgart-Kaltental)

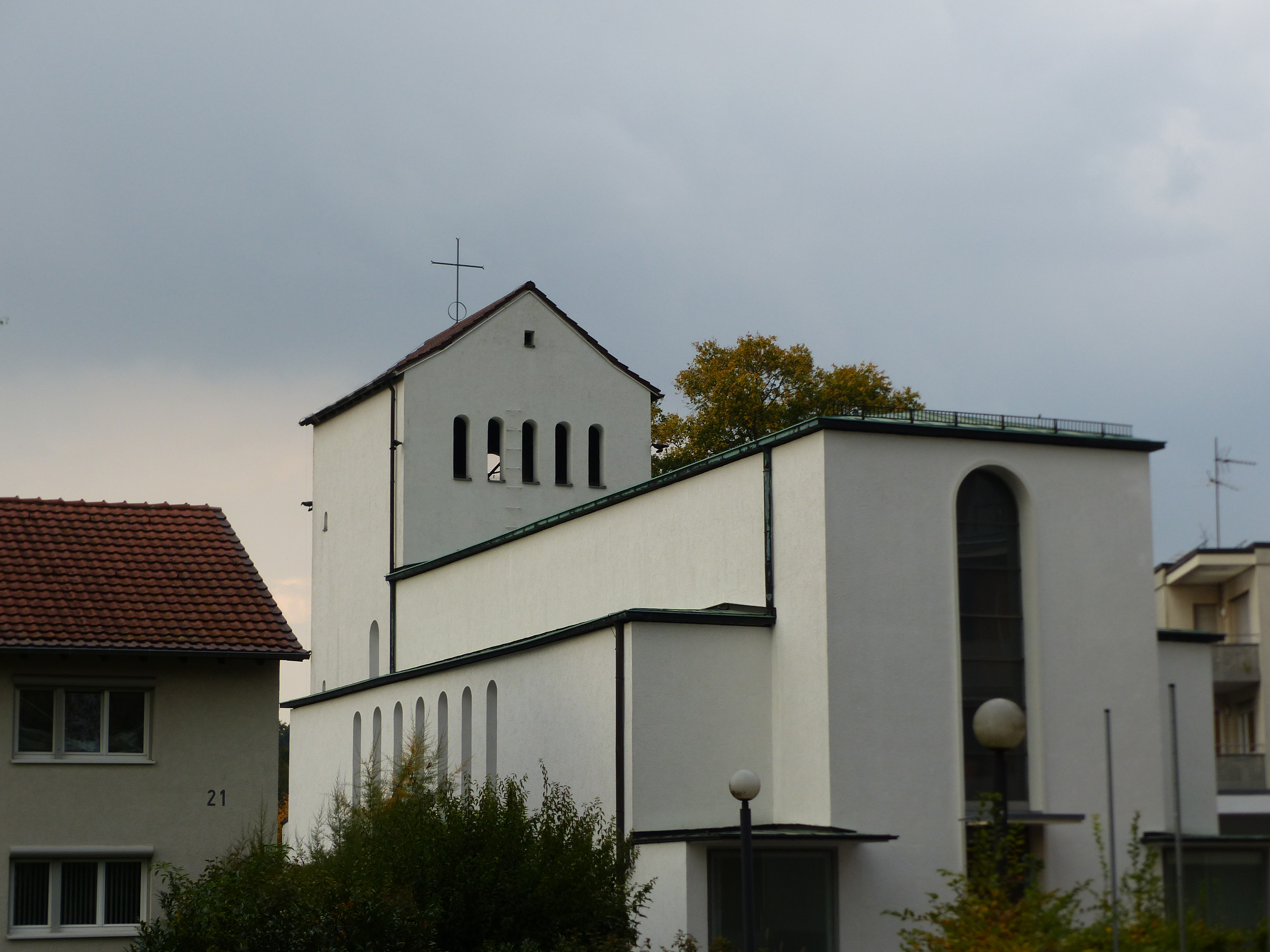
St. Antonius in Kaltental

Die römisch-katholische Pfarrkirche St. Antonius steht in Kaltental, einem Stadtteil des Stadtbezirks Stuttgart-Süd der Landeshauptstadt Stuttgart von Baden-Württemberg. Das Bauwerk ist beim Landesamt für Denkmalpflege Baden-Württemberg als Baudenkmal eingetragen. Die Kirchengemeinde gehört zum Stadtdekanat Stuttgart der Diözese Rottenburg-Stuttgart. Kirchenpatron ist der heilige Antonius von Padua, sein Gedenktag ist der 13. Juni.

## Geschichte
Die Saalkirche wurde 1931/32 nach Entwürfen von Hans Herkommer erbaut. Sie wurde am 14. Februar 1932 nach nur kurzer Bauzeit von einem halben Jahr geweiht. Nachdem die Nationalsozialisten an die Macht gekommen waren, wurde Kritik an dem Gebäude lauter, die schon während des Genehmigungsverfahrens Anfang der 1930er Jahre teilweise aufgekommen war. Das Gebäude sei undeutsch und Ausdruck von Bau-Bolschewismus. Auf politischen Druck wurde 1938 das Bauwerk teilweise „entschandelt“: der Turm mit einem ursprünglich gering geneigten Pultdach erhielt ein 2,4 Meter hohes Satteldach mit Firstrichtung wie beim Kirchenschiff. Die Änderung hatte Architekt Herkommer selbst betreut. Zu weiteren Änderungen kam es aber nicht. 
2005/06 wurde die Kirche im Innern nach Plänen von Günter Pfeifer umgebaut. Seine Pläne folgten dem im Zweiten  Vatikanischen Konzil hervorgehobenen Communio-Gedanken, der die Gläubigen am liturgischen Leben der Kirche stärker beteiligen will, während der Ursprungsarchitekt Herkommer dem Gedanken einer Wegekirche folgte (die Kirche als Weg zum Altar), der von der auch zur Bauzeit noch verbreiteten Liturgischen Bewegung propagiert wurde.

## Beschreibung
Die 31 Meter lange und 11,5 Meter breite Kirche besteht aus einem 13,95 Meter hohen Chorturm im Norden und einem daran südlich anschließenden Langhaus. Anders als das nachträglich aufgesetzte ziegelgedeckte Satteldach des Turms ist das Langhaus mit einem sehr flachen verblechten Walmdach bedeckt. Von außen wirkt das Kirchengebäude fast wie eine Basilika, bei genauerem Hinsehen fehlen aber Fenster dort, wo der Obergaden vermutet wird, und im Innern gibt es keine Stützen. 
In der Fassade des Chorturms im Norden befindet sich unter den Klangarkaden ein Fresko mit der Darstellung der heiligen Elisabeth. Im eingezogenen Chor, also im Erdgeschoss des Chorturms, hat Albert Burkart 1932 die Wandmalerei einer Kreuzigungsgruppe geschaffen. 
Als Folge des Umbaus 2005/06 wurden neue Prinzipalien benötigt: Madeleine Dietz wurde mit der Gestaltung von Altar, Ambo, Tabernakel, Taufbecken und Marienkapelle beauftragt. 
Die frei im Raum stehende Orgel wurde von der Manufaktur Orgelbau Schmid gebaut. Sie hat eine mechanische Traktur, zwei Manuale und Pedal mit insgesamt 19 Registern.